# Mastery learning
Mastery learning (of beheersingsleren) is een onderwijsstrategie en onderwijsfilosofie die het belang benadrukt van het bereiken van een hoog competentieniveau (bijvoorbeeld 90% nauwkeurigheid) in vereiste voorkennis voordat studenten verdergaan met nieuwe leerstof. Deze aanpak houdt in dat studenten individuele ondersteuning krijgen en herhaaldelijk de kans krijgen om hun beheersing aan te tonen door middel van beoordelingen. Als een student in eerste instantie geen beheersing bereikt, krijgt hij of zij extra instructie en ondersteuning totdat dat wel het geval is. Mastery learning is gebaseerd op het idee dat alle studenten effectief kunnen leren met de juiste instructie en voldoende tijd, en staat in contrast met traditionele lesmethoden die vaak gericht zijn op het behandelen van een vaste hoeveelheid stof binnen een vast tijdsbestek, ongeacht de individuele behoeften van de student.

## Definitie
Mastery learning is voor het eerst formeel voorgesteld door Benjamin Bloom in 1968. Mastery learning stelt dat studenten een bepaald niveau van beheersing (bijvoorbeeld 90% op een kennistoets) moeten bereiken in de vereiste voorkennis voordat ze verder kunnen gaan met het leren van volgende informatie. Als een leerling geen beheersing bereikt op de toets, krijgt hij of zij extra ondersteuning bij het leren en herhalen van de informatie en wordt vervolgens opnieuw getoetst. Deze cyclus gaat door totdat de leerling het vereiste niveau heeft bereikt, waarna hij of zij door kan gaan naar de volgende fase. In een online leeromgeving waarin studenten in hun eigen tempo kunnen leren, bestuderen studenten de leerstof en maken ze toetsen. Als ze fouten maken, geeft het systeem inzichtelijke uitleg en verwijst het hen naar de relevante paragrafen. Vervolgens beantwoorden ze verschillende vragen over dezelfde leerstof, en deze cyclus herhaalt zich totdat ze het vastgestelde niveau hebben bereikt. Pas dan kunnen ze doorgaan naar volgende leermodules, toetsen of certificeringen.
Bij beheersingsleren ligt de nadruk op het afstemmen van het onderwijs op de individuele tijd die elke student nodig heeft om dezelfde inhoud onder de knie te krijgen. Dit staat in contrast met klassieke onderwijsmodellen die zich richten op de verschillende capaciteiten van studenten en het toewijzen van gelijke tijd en instructies, ongeacht de unieke behoeften van de studenten. Beheersingsleren verschuift het perspectief en schrijft de uitdagingen van studenten toe aan de onderwijsmethoden in plaats van aan hun inherente capaciteiten. Dit onderstreept het belang van geïndividualiseerde interacties tussen docenten en studenten boven groepsevaluaties. Daarom is het bij mastery learning de taak om voldoende tijd te garanderen en effectieve onderwijsstrategieën toe te passen, zodat alle leerlingen hetzelfde leerniveau kunnen bereiken. Deze leerlinggerichte benadering sluit ook aan bij de principes van andragogie, waarbij wordt erkend dat volwassen leerlingen baat hebben bij onderwijs en beoordelingen op maat die inclusief en ondersteunend zijn en een eerlijke en niet-onderdrukkende leerervaring bevorderen. Sinds de introductie ervan is empirisch aangetoond dat mastery learning effectief is in het verbeteren van onderwijsresultaten in verschillende omgevingen. De effectiviteit ervan wordt beïnvloed door het onderwezen vak, of de toetsen lokaal of nationaal zijn ontworpen, het tempo van de cursus en de hoeveelheid feedback die aan leerlingen wordt gegeven. Onderzoek heeft een gemiddelde effectgrootte van 0,59 vastgesteld, wat wijst op een matige tot aanzienlijke verbetering van de academische prestaties met mastery learning. Hogere beheersingsdrempels worden in verband gebracht met grotere verbeteringen in examenprestaties, en het gebruik van gerichte feedback blijkt leemtes en misvattingen effectief aan te pakken. Bovendien wordt gezegd dat het model in specifieke omstandigheden potentieel succesvol kan zijn omdat het gebruikmaakt van elementen zoals autonomie en competentie, die de motivatie en betrokkenheid van studenten zouden vergroten. In de 70-er jaren is het in Nederland ook ingevoerd in het wetenschappelijk onderwijs, met name omdat daarmee grotere groepen studenten bediend konden worden, ondersteund door de toenmalige opkomst van geautomatiseerde toetssystemen..

## Activiteiten in de lage landen
- Beheersingsleren in Nederland[5]
- Beheersingsleren in België[6]